# Видрар
Видрар е село в Западна България. То се намира в община Трън, област Перник.

## География
Село Видрар се намира в планински район.

## История
В османски регистри селото е отбелязано като: Видрари в 1570 г.; Видрар в 1572 г., 1576 г.; Видраръ в 1878 г.
При избухването на Балканската война в 1912 година един човек от Видрар е доброволец в Македоно-одринското опълчение.